# Rabb
Rabb (arabisch رب, DMG rabb ‚Herr, Gebieter‘) ist einer der Namen Gottes im Islam. Er wird schon im Koran verwendet und kommt dort besonders häufig in den frühmekkanischen Suren vor. 

## Etymologie und vorislamischer Wortgebrauch
Die Wortwurzel r-b-b ist gemeinsemitisch. Die im Hebräischen häufige Bedeutung von „groß“, aus der sich die Bedeutung von „Herr“ entwickelt hat, kommt im Arabischen nur als Lehnwort vor. Diese Bedeutung scheint sich im nordwestsemitischen Gebiet entwickelt zu haben. David Samuel Margoliouth vermutete, dass diese Bedeutung von den Juden oder Christen entlehnt wurde,
Arthur Jeffery vermutet, dass es nach Arabien über das Aramäische vermittelt wurde, weil es von dort aus auch Eingang in die Mittelpersische Sprache gefunden hat. Man findet das Wort häufig in aramäischen Inschriften, zum Beispiel in der Zusammensetzung רב שוק rav šūq als Bezeichnung für den Marktherrn oder רב חילא rav ḫēla als Bezeichnung für den Armeechef. Seine Verbindung mit Gottheiten ist jedoch seltener.
Im vor-islamischen Arabien wurde der Ausdruck rabb sowohl für menschliche Oberhäupter als auch für Gottheiten verwendet, wie aus der Dichtung und der Verwendung in Inschriften hervorgeht. Die vorislamische Gottheit al-Lat hatte als Beinamen die weibliche Form ar-Rabba, besonders in Ta'if, wo sie in Form eines Steins oder Felsens verehrt wurde. Aloys Sprenger vermutete jedoch, dass Mohammed die Art, wie er das Wort im Koran verwendete, von den Christen entlehnt habe.

## Verwendung im Koran
In einer der frühesten mekkanischen Sure (106:3) wird Gott rabb hāḏā l-bait („Gebieter dieses Hauses “) genannt. Mit dem Haus ist wahrscheinlich die Kaaba gemeint. Damit ist rabb der älteste Name, der im Koran für Gott verwendet wird. Er kommt besonders häufig in den Suren der frühmekkanischen Periode vor, verliert in den folgenden mekkanischen Perioden allmählich an Boden und wird in den medinischen Suren immer seltener. Insgesamt kommt der Ausdruck rabb im Koran 971 Mal vor, nie als isoliertes Wort mit dem bestimmten Artikel (ar-rabb), sondern immer als erster Begriff in einer Genitivkonstruktion, am häufigsten mit einem Personalsuffix. Als solcher ist er auch einer der gebräuchlichsten Namen Gottes.
Das Wort rabb wird häufig verwendet, um die universelle Herrschaft Gottes auszudrücken, wie zum Beispiel in Sure 4:1, wo auf die Menschen bezogen von „eurem Herrn“ (rabbukum) die Rede ist. An 42 Stellen wird Gott als rabb al-ʿālamīn („Herr der Welten“) bezeichnet, ein Epitheton, dem in der jüdischen Tradition „ribbono shel 'olam“ entspricht. In Sure 26:24 wird der Ausdruck erklärt als „Herr der Himmel und Erde und dessen, was dazwischen ist“ (rabb as-samawāt wa-l-arḍ wa-bainahumā; Sure 26:24). Die Herrschaft Gottes über die gesamte Schöpfung wird auch durch Ausdrücke „Herr des Ostens und des Westen und dessen, was dazwischen ist“ (rabb al-mašriq wa-l-maġrib wa-mā bainahumā; Sure 26:28) und „Herr der sieben Himmel und der Herr des gewaltigen Thrones“ (rabb as-samawāt as-sabʿ wa-l-ʿarš al-ʿaẓīm; Sure 23:86) zum Ausdruck gebracht. Die Eigenschaft Gottes als Herr der Menschen und Herr der Himmel und Erde impliziert, dass sie verpflichtet sind, ihm zu dienen (Sure: 3:51; 19:65). 
An zwei Stellen (Sure 7:122; 26:48) wird Gott als „Herr von Mose und Aaron“ (rabb Mūsā wa-Hārūn) bezeichnet. Jesus lässt der Koran sagen, dass Gott „mein Herr und euer Herr“ (rabbī wa-rabbukum) ist (Sure 19:36). Auch von Josef wird gesagt, dass er an Allāh als seinen Herrn glaubt (Sure 40:28). Weitere Aussagen, die große Bedeutung bezeugen, die der Koran dem Substantiv rabb beimisst, stammen vom Beginn der mittelmekkanischen Periode. So wird Allāh in Sure 37:126 als „euer Herr und der Herr eurer Vorväter“ (rabbukum wa-rabb abāʾikum al-auwalīn) bezeichnet und denjenigen, die „Unser Herr ist Allah!“ (rabbunā Llhāhu) sagen, verheißen, dass zu ihnen Engel herabsteigen werden (Sure 41:30). Die einfache, scheinbar harmlose Aussage „Unser Herr (rabbunā) ist Allāh“ ist aber von den polytheistischen Mekkanern möglicherweise schon als ernsthafte Provokation angesehen worden, denn nach dem Koran (Sure 22:40) gab sie Anlass zur Vertreibung für die Anhänger Mohammeds aus der Stadt.
An einzelnen Stellen wird rabb auch für menschliche Herren verwendet. So nennt Josef in Sure 12:23 seinen Dienstherrn (gemeint ist Potifar) rabb und in 12:41f und 12:50 nennt er den Pharao so. Besonders im Plural (arbāb) bezeichnet der Begriff andere Herrn, denen eine gottgleiche Verehrung entgegengebracht wird. So werden in Sure 9:31 die Juden und Christen dafür kritisiert, dass sie ihre Schriftgelehrten (aḥbār) bzw. Mönche (ruhbān) neben Gott zu Herren (arbāb) genommen haben. Damit wird möglicherweise auch kritisiert, dass Juden und syrische Christen die Mitglieder ihres Klerus mit Ausdrücken wie Rabbi ansprachen. In Sure 3:64 werden die ahl al-kitāb zu einem Wort des Ausgleichs mit den Muslimen aufgerufen, auf der Basis, dass beide Parteien Gott nichts beigesellen und sich nicht untereinander an Gottes statt zu Herren nehmen. 

## In der islamischen Theologie und Koranexegese
Die Tatsache, dass Rabb im Koran ein Gottesname ist, erklärt, warum im Hadith gesagt wird, dass Sklaven ihren Herrn nicht mit rabbī („mein Gebieter“) anreden dürfen, sondern nur mit saiyidī („mein Herr“). In der islamischen Theologie wird jedoch ins Gedächtnis gerufen, dass der Gottesname Rabb eigentlich aus dem Verhältnis der Sklaverei stammt. So schreibt ʿAbd al-Dschabbār ibn Ahmad (gest. 1024): „Was unsere Beschreibung anlangt, dass Gott ein Rabb ist, so bedeutet sie, dass er ein Eigentümer (mālik) ist. Und deshalb sagt man über den Eigentümer des Hauses oder des Sklaven, dass er ihr Rabb ist.“ Man habe sich aber darauf verständigt, diesen Ausdruck in der absoluten Form nur für den präexistenten Gott zu verwenden, insofern als er Herr und Eigentümer von allem sei.
Die islamische Koranexegese interpretiert Wort rabb teilweise als einen Ausdruck, der Gott nicht nur als Urheber der Schöpfung bezeichnet, sondern auch denjenigen, der sie bewahrt und unentwegt für sie sorgt. Nach Fachr ad-Dīn ar-Rāzī meint rabb den Herrn der Schöpfung durch den Akt, die Welt aus der Nichtexistenz in die Existenz zu befördern. In der islamischen Mystik ist die Rubūbīya, also die Rabb-Qualität Gottes, Gegenstand einiger Spekulationen. Mystiker wie Sahl at-Tustarī (gest. 896) und Muhyī d-Dīn Ibn ʿArabī (gest. 1240) unterscheiden Gott in seiner Eigenschaft als Rabb (d. h. Herr der Schöpfung) von seiner Eigenschaft als Allāh, wobei sie letzteren Gottesnamen als Ausdruck der von der Schöpfung unberührten Göttlichkeit betrachten.